# 谷垣祯一
谷垣禎一（1945年3月7日—），日本政治家。曾任自由民主黨幹事長（第47代）、自由民主黨總裁（第24任）、日本眾議院議員（11次當選）。亦曾任科學技術廳長官（第58任）、金融再生委員會委員長（第3、4任）、國家公安委員會委員長（第69任）、產業再生機構擔當大臣、財務大臣（第3、4、5任）、自民黨政調会長、國土交通大臣（第9任）、法務大臣（第93任）。
在2005年10月當選為谷垣派的會長。後來跟宏池會另一支派古賀派合併，改為擔任派系發言人。2012年再度脫離宏池會建立谷垣集團（有鄰會）。
谷垣禎一為京都府福知山市人，為第二代世襲議員（二世議員）。其父親谷垣專一曾擔任文部大臣。他專長於經濟財政政策。

## 生平
谷垣於東京大學法學部私法课程畢業。畢業後，曾擔當律師工作。其父親谷垣專一於1983年死去後，繼承父親的政治地盤，並1983年眾議院舊京都2區補選中代表自民黨首次當選，並加入宏池會。

### 初任閣僚
在1997年，谷垣於第2次橋本内閣改造内閣中首次入閣，擔任科學技術廳長官。在1998年金融危機時，當小淵惠三邀請前首相宮澤喜一出任大藏大臣時，被宮澤指名要求谷垣擔任其次官，出任少數有閣僚經驗者出任次官的事例。其在經濟政策出色的表現，令他及後獲得提升。

### 財務大臣
2000年因支持加藤紘一對森喜朗内閣的倒閣運動而在自民黨被投閒置散。直至2001年小泉純一郎就任首相後，才再度獲以重任，出任財務大臣達3年之久，大大增加其知名度。在2005年，當宏池會會長小里貞利引退後，成為支持宏池會最高顧問加藤紘一派的領袖，成為谷垣派。在2006年9月小泉引退後的自民黨總裁選舉時，被視為有實力的後選人，並當時媒體指「麻垣康三」中的一人。可惜，得票只得第三，不敵安倍晉三及麻生太郎。

### 政調會長
於安倍晉三成為首相後，谷垣派多名成員獲得起用，令谷垣派再次成為自民黨主流。在2007年自由民主黨總裁選舉中支持福田康夫，及後被邀請就任自民黨政調會長。由於跟宏池會另一分支古賀派於福田上台後增加了很多合作空間，於2008年1月決定兩派合併，並於5月正式合併時改擔任發言人。由於部份派系成員開始支持麻生太郎，令其擔任政調會長的能力受質疑。在2008年8月-9月期間曾福田內閣擔任國土交通大臣。由於覺得需為福田政權失誤負責，故沒有在福田辭職後參選自民黨總裁，而宏池會成員可以自由投票。

### 自民黨總裁
在第45屆日本眾議院議員總選舉中，雖受到民主黨的小原舞狙擊，但仍成功保住議席，為京都唯一一位自民黨小選區議員。在2009年自由民主黨總裁選舉出選，並在9月28日，在得到大部份派系及地方支持下，取得499有效票中的300票，擊敗河野太郎及西村康棯，成為第24代自民黨總裁。
就任黨總裁之後，誓言要帶領自民黨重奪政權。任內民主黨政權歷經鳩山由紀夫、菅直人、野田佳彥三位首相，谷垣作為最大在野黨領袖，在黨內受到不少未能盡力攻擊民主黨政權和領導能力不足的批判。2012年6月，在野田內閣因小澤一郎出走而導致重要法案「社會保障與稅制一體化改革相關法案」可能無法通過的情況下，自民黨和公明黨與民主黨達成「民自公三黨協議」，使法案順利通過；8月，更與民主黨達成有關「近期解散眾議院舉行大選」的三黨協議。同年9月進行的自民黨總裁選舉，隨著大選的臨近，自民黨在各種民意調查中領先，新任總裁很可能成為下屆首相，谷垣有意角逐連任，但由於黨內缺乏支持，最終決定不參選。谷垣成為自民黨史上繼河野洋平之後第二位未能登上首相寶座的總裁。

### 法務大臣
2012年12月26日，成為第2次安倍內閣的法務大臣。2014年9月3日卸任。任内批准处决11名死刑犯，数量仅次于被称为“死神”的鸠山邦夫。

## 略歴
- 1963年 麻布高等學校畢業。

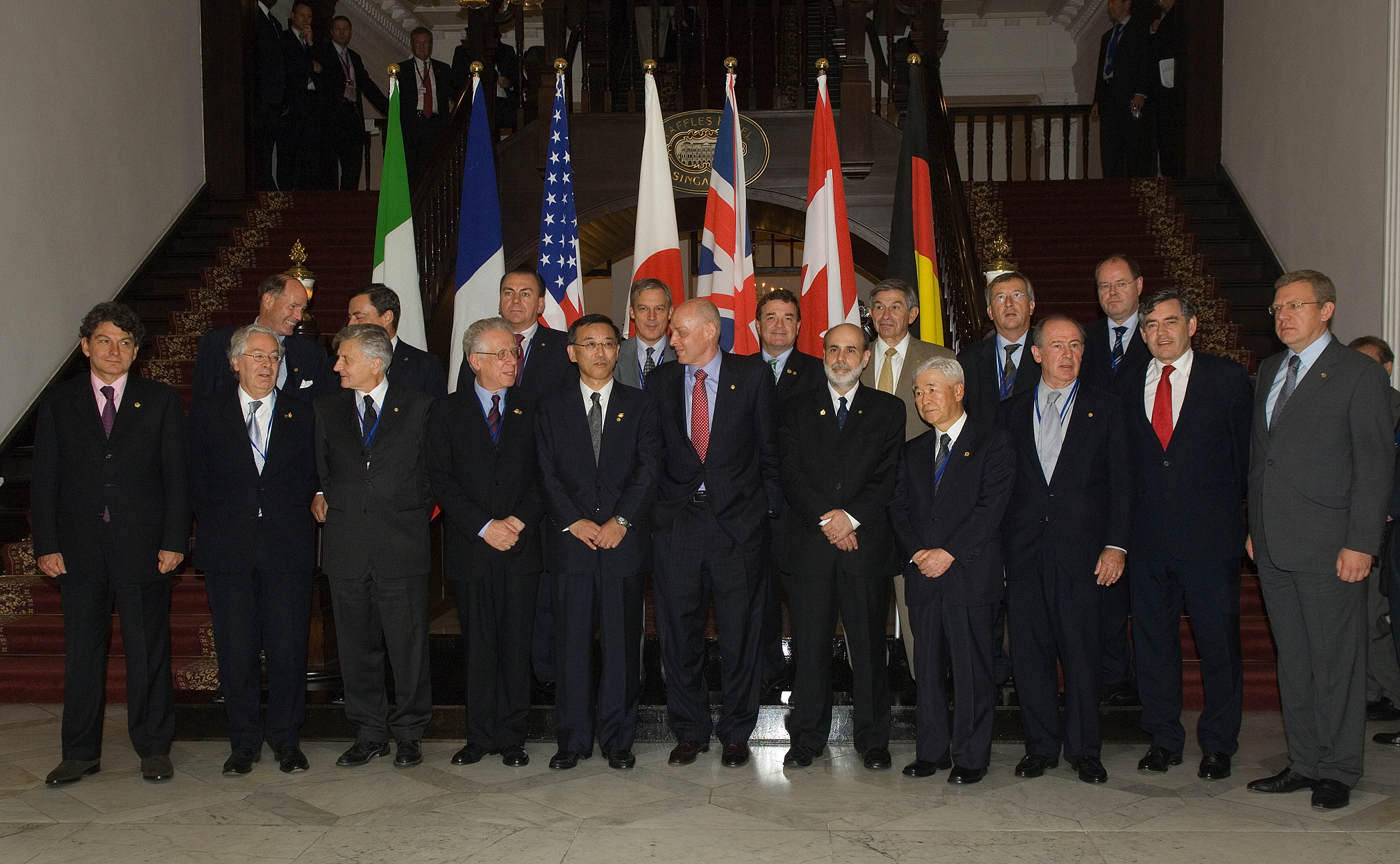
2006年9月16日、七大工業國組織財相、中央銀行主席會議

- 1972年 東京大學法學部畢業。擔任父親的秘書。
- 1983年 京都2區眾議院補選眾議員初當選。
- 1986年 眾議院議事進行係（日语：議事進行係）就任。
- 1988年 郵政政務次官就任。
- 1990年 防衛政務次官就任。
- 1995年 衆院議運委員長就任。
- 1996年 自由民主黨總務局長就任。
- 1997年9月11日 科學技術廳長官就任。
- 1998年 大蔵政務次官就任。
- 2000年2月25日 金融再生委員會委員長就任。
- 2000年11月21日 「加藤之亂」時，支持會長加藤紘一的倒閣運動。
- 2002年9月30日 國家公安委員會委員長就任（至翌年9月22日）。
- 2002年11月8日 産業再生機構（舊稱）擔當大臣兼務。
- 2003年7月1日 食品安全擔當大臣兼務。
- 2003年9月22日 財務大臣就任（第1次小泉第2次改造内閣）。
- 2003年11月19日 財務大臣再任（第2次小泉内閣、第2次小泉改造内閣）。
- 2005年9月21日 財務大臣再任（第3次小泉内閣、第3次小泉改造内閣）。
- 2005年9月26日 宏池會會長就任。（加藤派→小里派→谷垣派）
- 2006年9月 自民黨總裁選舉出馬、得票3位。
- 2006年10月 自民党總務就任。
- 2007年9月 自民黨政調會長就任。
- 2008年5月13日 舊谷垣派跟舊古賀派合併，作為宏池会的發言人。
- 2008年8月2日 國土交通大臣就任。（福田康夫内閣改造内閣）
- 2009年9月28日 自民黨總裁選舉出馬，24任自民黨總裁就任。

## 荣誉

### 日本勋章奖章
- 旭日大绶章（2019年11月3日公布[1]）

### 外国勋章奖章
- 墨西哥阿兹特克雄鹰大绶勋章（西班牙语：Orden Mexicana del Águila Azteca）（墨西哥，2003年12月8日公布[2]）：墨西哥总统比森特·福克斯·克萨达于2003年10月15日至18日对日本进行国事访问。

## 家庭
- 父 谷垣专一（官僚、政治家）
- 母（影佐禎昭陸軍中將女兒）
- 弟
- 妻・佳子
- 兩名女兒

## 系譜
谷垣家
```
影佐禎昭━━娘
　　　　　　┣━━━━━━━谷垣禎一
　　　　　谷垣専一

```

## 外部連結
| 政府职务          | 政府职务                                     | 政府职务          |
| ----------------- | -------------------------------------------- | ----------------- |
| 前任： 瀧實       | 法務大臣 第93任：2012年—2014年               | 繼任： 松島綠     |
| 前任： 冬柴鐵三   | 國土交通大臣 第9任：2008年                   | 繼任： 中山成彬   |
| 前任： 塩川正十郎 | 財務大臣 第3、4、5任：2003年—2006年          | 繼任： 尾身幸次   |
| 前任： 村井仁     | 國家公安委員會委員長 第69任：2002年—2003年   | 繼任： 小野清子   |
| 前任： 創設       | 特命擔當大臣（產業再生機構） 2002年—2003年   | 繼任： 金子一義   |
| 前任： 創設       | 特命擔當大臣（食品安全） 2002年—2003年       | 繼任： 小野清子   |
| 前任： 越智通雄   | 金融再生委員會委員長 第3、4任：2000年        | 繼任： 久世公堯   |
| 前任： 近岡理一郎 | 科學技術廳長官 第58任：1997年—1998年         | 繼任： 竹山裕     |
| 政党职务          |                                              |                   |
| 前任： 石破茂     | 自由民主黨幹事長 第47任：2014年—2016年       | 繼任： 二階俊博   |
| 前任： 麻生太郎   | 自由民主黨總裁 第24任：2009年—2012年         | 繼任： 安倍晉三   |
| 前任： 石原伸晃   | 自由民主黨政務調查會長 第50任：2007年—2008年 | 繼任： 保利耕輔   |
| 前任： 小里貞利   | 宏池會會長 2005年—2008年                     | 繼任： 古賀派合流 |